# Gérard Bollon
Œuvres principales
- Le Chambon-sur-Lignon d’hier et d’aujourd’hui, Dolmazon, 1999
- Les Séjours d’Albert Camus sur le plateau vellave (1942-1952), 2006
- Paroles de réfugiés, paroles de Justes, en collaboration avec Annick Flaud et préfacé par Simone Veil, Dolmazon, 2009

Compléments
Les villages sur la Montagne,Dolmazon,2004.
Gérard Bollon, né le 31 août 1944 au Chambon-sur-Lignon, est un enseignant et documentaliste, auteur de très nombreux ouvrages.

## Biographie
Il naît, au Chambon-sur-Lignon, dans une famille nombreuse, le jour même de l'arrivée des soldats américains au village. À 14 ans, il entre au Collège Cévenol du Chambon-sur-Lignon. Il y côtoie Paul Nahon, Jean-Louis Cheminée ou Jérôme Savary. Il rencontre Alain Bombard, Haroun Tazieff, Paul Ricœur mais aussi Jean Dasté avec sa Comédie aux champs.
Après ses études secondaires, il entre à l'université de Caen (1964/1970) où il a notamment comme enseignants Claude Nicolet et Armand Frémont. Il fait des études d'histoire, une maîtrise sur Les Minorités broyées et le malthusianisme du protestantisme bas-normand au XVIIIe siècle puis des travaux au Centre d'Histoire quantitative de Caen sous la direction de Pierre Chaunu. Il y suit les conférences et séminaires d'Henri Michel et du médiéviste Lucien Musset.
Parallèlement à ses études, le ministère de la Justice l'emploie dans un centre d'éducation surveillée de jeunes, grands délinquants et parfois parricides. Juste après les évènements de Mai-1968, il découvre l'Afrique et enseigne au lycée de Rosso en Mauritanie. Puis il enseigne l'histoire à Bayeux, Lyon, Saint-Étienne.
Il retourne dans son village natal en 1976 en tant que professeur-documentaliste, rôle qu’il occupera pendant trente ans.
Avec un abbé, M. Chambon, et un pasteur, Jean-Michel Hornus, il fonde, en 1973, la Société d'Histoire de la Montagne, qui organisait, chaque année, conférences, expositions et publiant une vingtaine d'ouvrages d'histoire locale. Il publie dans des revues tels les Cahiers de la Haute-Loire, le Bulletin de la Société de l'histoire du protestantisme français ou Les cahiers du Mézenc sur le sujet de la Montagne protestante, son identité, ses dissidences, sa tradition d'accueil.
Il collabore à de multiples colloques : Le Plateau terre d'accueil en 1992, Les Chemins de la Tolérance à Nîmes en 1995, Jean François Régis et les protestants, Le Puy, 1992…
Il est le créateur, avec d'autres, d'un parcours de la Mémoire dans le village qu'il a présenté au Président de la République, Jacques Chirac, en 2004, et à José Manuel Durão Barroso, en 2007, mais aussi à des centaines de groupes de collégiens, de lycéens, d'adultes et de visiteurs français ou étrangers,.
Il est secrétaire d’une vingtaine d’associations, sportives, sociales, culturelles, tel le Centre culturel départemental avec Jacques Barrot. Il est depuis 1989 au conseil municipal du Chambon.

## Publications

### Histoire de la Montagne ou du Plateau protestant
- Minorité broyée et malthusianisme : Saint-Sylvain, Falaise, Saint-Pierre-sur-Dives au XVIIe siècle, Bulletin de la Société d’histoire du protestantisme, 1970
- Coutumes et superstitions de la Montagne, avec Béatrice Bollon, imprimerie Jeanne d’Arc, 1976
- « Structures sociales de la Montagne au début du XVIIIe siècle », Cahiers de la Haute-Loire, Le Puy-en-Velay,‎ 1978 (lire en ligne [sur Gallica])
- « Une assemblée au désert en 1750 : le moulin de Boyer, paroisse de Saint Voy », Cahiers de la Haute-Loire, Le Puy-en-Velay,‎ 1980 (lire en ligne [sur Gallica])
- Manuel des études imprimées du Plateau : Le Chambon-sur-Lignon, Devesset, Mars, Mazet-Saint-Voy, Saint-Agrève, Tence, Saint-Jeures, Société d’histoire de la Montagne (collection Documents), 1984
- La Révocation de l’édit de Nantes en Velay oriental, Cahiers de la Haute-Loire, 1985
- Jean-François Régis et les protestants du Haut-Vivarais et du Velay oriental : in Jésuites en Haute-Loire, actes du colloque du Puy-en-Velay, 16-17 novembre 1990, Centre culturel départemental, 1990
- La Montagne vellave, terre d’accueil du XVIIIe siècle au milieu du XXe siècle, Cahiers de la Haute-Loire, 1992
- Aux confins du Vivarais et du Velay, la montagne protestante : schisme, dissidence et Réveil 1770-1840, Revue du Vivarais, 1992
- La Montagne protestante de la Haute-Loire orientale, Hachette – Guide bleu de l’Auvergne, 1992
- La Montagne refuge, contribution à La voie régordane : les chemins de la Tolérance, 1995
- Non-violence, tolérance et résistance sur le Plateau protestant de Saint-Agrève (1680-1880), Mémoire d'Ardèche et Temps Présent, 1996
- Esquisse d’une histoire du Velay et Haut-Vivarais protestants des origines à l’édit de Nantes , Société Académique du Puy-en-Velay et de la Haute-Loire, 1998
- Autour de l’édit de Nantes en Velay , Société Académique du Puy-en-Velay et de la Haute-Loire, 1999
- Identité du Plateau protestant Vivarais-Lignon, Les Cahiers du Mézenc no 11, 1999
- Les villages sur la Montagne : entre Ardèche et Haute-Loire, le Plateau, terre d’accueil et de refuge, Dolmazon, 2004
- Étude du terrier de reconnaissances censitaires de Bronac, mandement de Bonnas, au XVe siècle, Cahiers de la Haute-Loire, 2004
- Pages du Plateau Vivarais-Velay pendant la guerre 39-45, contribution, Mairie du Chambon-sur-Lignon, 2008
- Les Justes du Plateau Vivarais-Lignon : accueil, sauveteurs, portraits, Les Cahiers du Mézenc no 19, 2008
- « La grève des dîmes dans la paroisse de Saint-Voy au XVIIIe siècle », Cahiers de la Haute-Loire, Le Puy-en-Velay,‎ 1988
- « La cause des enfants sur le plateau Vivarais-Lignon », Les Cahiers du Mézenc, Privas, t. cahier n° 22,‎ 4 août 2010 (lire en ligne)

### Histoire de la résistance dans la Montagne et dans l’Yssingelais
- La Résistance armée et la Libération du Plateau Vivarais-Lignon, contribution aux actes du colloque Le Plateau Vivarais-Lignon, accueil et résistance 1939-1944, Société d’histoire de la Montagne, 1992
- La Tradition d’accueil avant la guerre, contribution aux actes du colloque Le Plateau Vivarais-Lignon, accueil et résistance 1939-1944, Société d’histoire de la Montagne, 1992
- Gérard Bollon, « Contribution à l’histoire du Chambon-sur-Lignon : le foyer universitaire des Roches et la rafle de 1943 », Cahiers de la Haute-Loire, Le Puy-en-Velay,‎ 1996 (lire en ligne)
- « Aperçus sur la résistance armée en Yssingelais 1940 - 1945 », Cahiers de la Haute-Loire, Le Puy-en-Velay,‎ 1997 (lire en ligne)
- La Montagne protestante, terre d’accueil et de résistance pendant la seconde guerre mondiale (1939-1945), Les Cahiers du Mézenc no 14, 2002
- Témoignages de résistants : 1940-1945, contribution, Union des combattants volontaires de la Résistance, 2003
- Femmes militantes et résistantes de la Montagne, Les Cahiers du Mézenc no 16, 2004
- La Cause des enfants dans la Haute-Loire orientale, contribution au colloque de Clermont, éditions Documentation française, 2005
- Paroles de réfugiés, paroles de Justes, en collaboration avec Annick Flaud et préfacé par Simone Veil, Dolmazon, 2009[4]

Histoire du Chambon-sur-Lignon
- Le Chambon de Tence : un monde que nous avons perdu ! , 1979
- Le Chambon sur Prieuré aux XVIIe et XVIIIe siècles, Cheyne, 1986
- Si l’ASCL m’était contée…, Amicale sportive du Chambon-sur-Lignon, 1990
- Charles Guillon : pasteur, maire et président du conseil général de la Haute-Loire (1883-1965), Cahiers de la Haute-Loire, 1993
- Le Chambon-sur-Lignon d’hier et d’aujourd’hui, Dolmazon, 1999

### Divers
- Roger Darcissac (1898-1982), Cahiers de la Haute-Loire, 1982
- Mélanges chambonnais : recueil d’articles et d’écrits en collaboration avec Béatrice Bollon, 1990
- Châteaux de Haute-Loire, contribution, édition Watel, 1998
- La Vie et l’œuvre d’un vellave d’adoption : Louis Comte (1857-1926), Cahiers de la Haute-Loire, 2002
- Les Séjours d’Albert Camus sur le plateau vellave (1942-1952), 2006[5]
- « Paul Ricœur (1913-2005), un philosophe dans la Montagne vellave », Cahiers de la Haute-Loire, Le Puy-en-Velay,‎ 2018

## Filmographie
- Contribution au film documentaire américain La France divisée, produit et réalisé par Barbara P. Barnett et Eileen M. Angelini. Ce film explore les deux côtés de la France pendant la Seconde Guerre mondiale. Les collaborateurs et les résistants sont vus à travers les yeux de sept personnalités françaises : quatre survivants de l'Holocauste (Charles Baron, Régine Barshak, Madeleine Gerber et Janine Godkine), deux historiens (Serge Klarsfeld et Gérard Bollon) et une résistante (Lucie Aubrac)[6].